# Cibonin stolp
Cibonin stolp je stolpnica v središču Zagreba na Hrvaškem na Trgu Dražena Petrovića 3, blizu križišča Savske in Kranjčevićeve ulice. Zgrajena je bila leta 1987 zaradi univerzijade, ki je bila tisto leto v Zagrebu. Arhitekt, odgovoren za njegovo zasnovo, je Marijan Hržić.
Zadnji znani operater stolpa je bil Agrokor, največje živilsko podjetje v srednji in vzhodni Evropi.
Od leta 2018 so mediji poročali, da so stolp in njegova okolica v slabem stanju.